# Hans Blietel
Hans Blietel, auch Hans Blüetl († 24. Juni 1545 in Ried im Innkreis), war ein Missionar der hutterischen Bewegung und Märtyrer der Täuferbewegung.

## Leben
Über die Herkunft Hans Blietels ist nichts bekannt. Auch über seine Begegnung mit der Täuferbewegung und hier insbesondere mit den Hutterern schweigen die Quellen. Berichtet wird nur über das Ende seiner Wirksamkeit als hutterischer Missionar sowie über seinen Märtyrertod. Danach fand Blietel im Sommer 1545 Aufnahme im Haus eines Rieder Bürgers, der sich als Glaubensbruder ausgab, um die auf den Täufermissionar ausgesetzte Kopfgeldprämie zu erhalten. Dieser verriet ihn. Auf der Flucht wurde Blietel in Obernberg gefasst und den Behörden in Ried übergeben. Nach mehreren vergeblichen Versuchen, Blietel unter Anwendung der Folter zur Abkehr von seinen täuferischen Ansichten zu bewegen, verurteilte man ihn zum Tod auf dem Scheiterhaufen. Augenzeugen berichteten, dass er noch in den Flammen predigte und Loblieder sang. Der Verräter soll sich – tief beeindruckt von dem Glaubensmut Hans Blietels – kurze Zeit später das Leben genommen haben.
Von einem unbekannten Liederdichter stammt das Gedicht Aus Eifer der göttlichen Ehr, welches in 44 Strophen das Martyrium Hans Blietels beschreibt.